# Gary Garner
Gary Garner (West Plains, 13 settembre 1943) è un ex cestista e allenatore di pallacanestro statunitense.